# Rhabdornis
Genre
Rhabdornis est un genre de passereaux. Il est parfois placé dans sa propre famille, les Rhabdornithidae (Greenway, 1967 ; en français rhabdornithidés). Cette famille n'est pas acceptée par toutes les autorités, et le genre Rhabdornis a aussi été placé dans les familles des Certhiidae et des Timaliidae. Elle était reconnue par la classification de référence du Congrès ornithologique international (version 2.2). Dans sa version 2.3 (2009), et suivant les travaux de Lovette et al. (2008), Zuccon et al. (2008), il est placé dans la famille des Sturnidae.
Dans la taxinomie Sibley-Ahlquist ce genre est placé dans la famille des Sylviidae.

## Liste des espèces
D'après la classification de référence (version 15.1, 2025) du Congrès ornithologique international (ordre phylogénique) :
- Rhabdornis mystacalis – Rhabdornis à tête striée
- Rhabdornis inornatus – Rhabdornis à tête brune
- Rhabdornis rabori – Rhabdornis des Visayas
- Rhabdornis grandis – Rhabdornis à long bec